# 7人制ラグビー女子コロンビア代表
7人制ラグビー女子コロンビア代表（英語: Colombia women's national rugby sevens team）は、国際大会に派遣される7人制ラグビーの女子コロンビア代表チームである。愛称は「ラス・トゥカネス (Las Leonas)」。
パンアメリカンセブンズなどに出場している。

## 歴史
2015年、リオ五輪7人制ラグビー南米予選全勝優勝でリオ五輪出場を決めた。
その後2016年、アトランタセブンズでワールドラグビーセブンズシリーズに初出場。

## 成績

### 夏季オリンピック
| 年   | ラウンド             | 順位     | 試       | 勝       | 負       | 分       |
| ---- | -------------------- | -------- | -------- | -------- | -------- | -------- |
| 2016 | プレートラウンド敗退 | 12       | 5        | 0        | 5        | 0        |
| 2021 | 出場なし             | 出場なし | 出場なし | 出場なし | 出場なし | 出場なし |
| 計   | 優勝 0 回            | 1/2      | 5        | 0        | 5        | 0        |

### パンアメリカンセブンズ
| 年   | ラウンド      | 順位 | 試 | 勝 | 負 | 分 |
| ---- | ------------- | ---- | -- | -- | -- | -- |
| 2015 | 5位決定戦敗北 | 6    | 1  | 3  | 2  | 0  |
| 2019 | 準決勝敗退    | 3    | 5  | 3  | 2  | 0  |
| 計   | 優勝 0回      | 2/2  | 11 | 4  | 5  | 2  |